# Йозеф Чапек

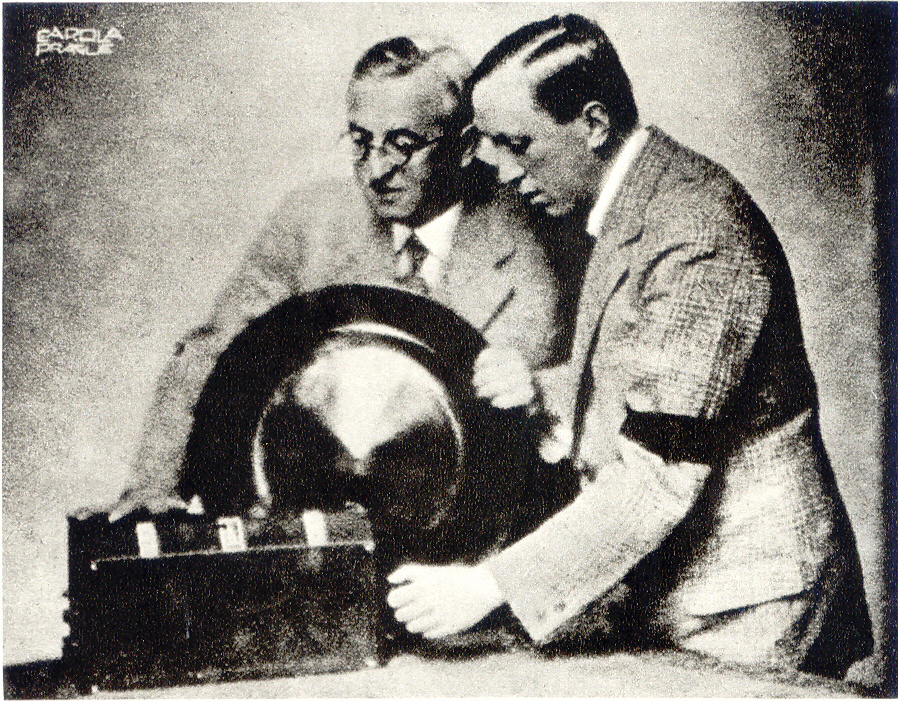
Брати Йозеф та Карел Чапеки біля радіо

Йо́зеф Ча́пек (чеськ. Josef Čapek ˈjozɛf ˈtʃapɛk; 23 березня 1887, Гронов — квітень 1945, Берген-Бельзен) — чеський художник, графік, фотограф, ілюстратор книжок, також есеїст і поет; класик чеської дитячої літератури.
Йозеф Чапек — старший брат і співавтор низки робіт Карела Чапека, са́ме він є винахідником слова «робот», яке його брат Карел увів у свої твори.

## Біографія
Йозеф Чапек народився 23 березня 1887 року в гірському чеському містечку Гронові. Навчався у Празі.
Разом із братом Карелом провів декілька років у Парижі.
У 1930-х роках Йозеф Чапек створив низку творів соціально-політичного спрямування, гостро виступаючи проти мілітаризму і фашизму. Працював карикатуристом у празькій газеті Lidové Noviny, у якій Карел Чапек са́ме брата називав винахідником слова «робот».
Через своє критичне ставлення до нацизму й Гітлера після німецької окупації Чехословаччини навесні 1939 року був заарештований. Кілька років утримувався в різних концтаборах.
У Берґен-Бельзені написав «Байки з концентраційного табору» (чеськ. Básně z koncentračního tábora), у якому й помер у квітні 1945 року.
Іменем братів Чапеків у теперішній час названо вулиці у Празі та багатьох інших містах.

## Творчість
Йозеф Чапек формувався як митець на основі французького живопису, досить скоро почав творити під впливом кубізму. Його картини мають сильний емоційний заряд. До II Світової війни він написав декілька циклів картин, що символізуали війну. У картинах Й. Чапека проглядаються дитячі мотиви, увага до краєвидів.
Найвідоміші картини:
- Dva výrostci;
- Parta;
- Dva u zdi;
- Oheň;
- Touha;

У літературній творчості Йозефа простежується вплив сучасного європейського літпроцесу, вкупі з елементами фольклорної стилістики.

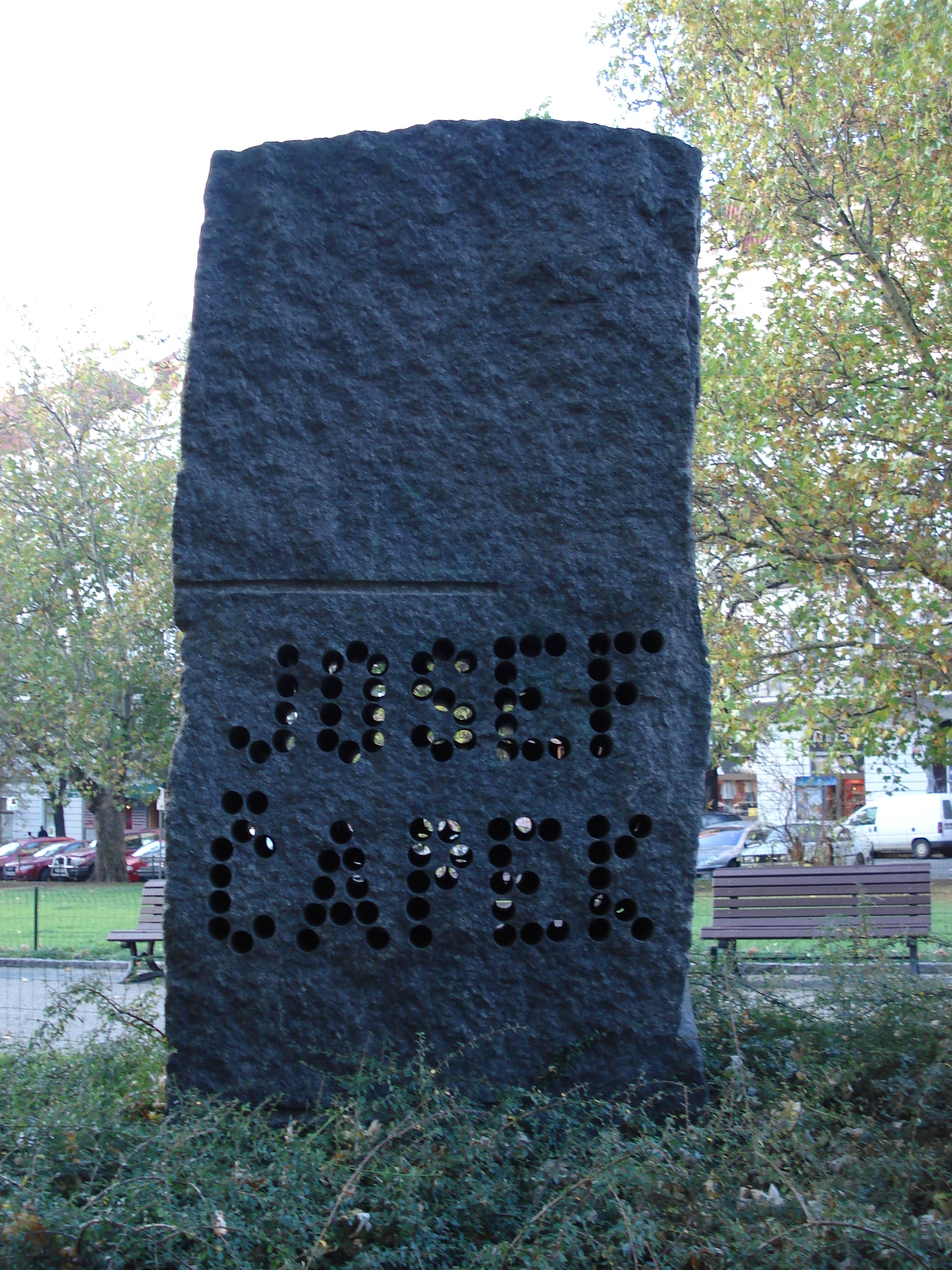
Пам'ятний знак на честь Йозефа Чапека на площі Миру в Празі

У співпраці з братом Карелом Йозеф написав декілька творів:
- Zářivé hlubiny;
- Krakonošova zahrada;
- Loupežník;
- Ze života hmyzu;
- Adam stvořitel.

Власні самостійні твори:
- Lélio (1917) — філософські роздуми про життя, доволі песимістичного змісту;
- Země mnoha jmen (1923) — драма;
- Stín kapradiny (1930) — драматичний роман;
- Kulhavý poutník (1936) — філософські роздуми про життя;
- Psáno do mraků (1947) — авторські афоризми;
- Povídání o pejskovi a kočičce — дитячі казки про пригоди песика та котика;
- Básně z koncentračního tábora (1946) — збірка автобіографічних віршів, сповнені роздумів сенсу життя, але є пафосно-оптимістичними й риторичними.